# Imaginaire exposure
Imaginaire exposure is een methode bij psychotherapie om traumatische gebeurtenissen te verwerken. Deze methode wordt vaak ingezet in de behandeling van mensen die lijden aan een posttraumatische stressstoornis.

## Methodiek
Onder begeleiding van een therapeut gaat een persoon terug naar de herinneringen van de traumatische gebeurtenis. De herinnering wordt in gedachte zo levendig mogelijk teruggehaald door het terug te vertellen alsof het nu gebeurt. De persoon praat in de tegenwoordige tijd en zit met de ogen gesloten. De therapeut moedigt aan om te letten op informatie over wat men voelt, hoort, ziet en ruikt. Het is belangrijk om juist de naarste momenten van de traumatische gebeurtenis aan bod te laten komen. Het doorwerken van deze momenten helpt om herbelevingen als flashbacks en nachtmerries te laten verminderen.

## Theorie
Vaak herinnert men zich nieuwe informatie tijdens imaginaire exposure. Daardoor kan men anders tegen de traumatische gebeurtenis aankijken. Ook helpt het om de nare flashbacks context te geven: in plaats van een soort foto van het naarste moment, wordt de herinnering een verhaal met een begin en een eind. Tijdens de imaginaire exposure merkt men ook dat het weliswaar naar is om terug te denken, maar dat er niets gevaarlijks gebeurt. Men wordt bijvoorbeeld niet gek door terug te denken aan die heel nare momenten.